# Villa de Pomán
Pomán: Significa en lenguaje diaguita "Lugar Allto de los Pumas". Se Ubica al Oeste de la provincia de Catamarca, Argentina, dentro del departamento Pomán.

## Geografía
Geográficamente presenta valles alternados con serranías, ríos y arroyos. Posee una plaza cuyo mayor atractivo es el coloso vegetal centenario tipa, que se encuentra en su centro además de diversos árboles de diferentes especies. 

### Población
Cuenta con 2,856 habitantes (Indec, 2010), lo que representa un incremento del 26% frente a los 2,259 habitantes (Indec, 2001) del censo anterior.
| Gráfica de evolución demográfica de Villa de Pomán entre 1991 y 2010 |
|                                                                      |
| Fuente: Censos nacionales del INDEC                                  |

### Localidades del Municipio
- Villa de Pomán
- El Pajonal
- Retiro de Colana
- Rosario de Colana

## Turismo

### Cabalgatas, caminatas, mountainbike
Por sus más diversos caminos. Un lugar donde la montaña es la principal protagonista. Usted quedará asombrado de la visión pueblerina que se ofrece desde diferentes puntos de atractivos turísticos: 
- Gruta de la Virgen de Lourdes
- Virgen del Fátima
- Vía Crucis
- Calvario
- Gruta San Cayetano
- Balneario municipal
- Balneario El Trébol

### Travesías y expediciones
Pomán se encuentra asentada al pie del Cordón Montañoso del Ambato, cuyas características favorecen al desarrollo del Turismo Aventura. Se puede realizar travesías a 18 puestos serranos que se encuentran a una altura aproximada entre 1500 y 2700 m s. n. m.
A través de iguales rutas se puede acceder a expediciones más osadas como visitar el cerro El Manchao, a 4.400 m s. n. m., el cerro Negro a 3800 m s. n. m. y el cerro El Peinao a 3500 m s. n. m.

## Historia

### San Juan Bautista de la Ribera de Londres de Pomán
El 15 de septiembre de 1633, Jerónimo Luis de Cabrera Garay (1586-1662), nieto del fundador de Córdoba y de Juan de Garay, fundador de Santa Fe y de Buenos Aires, funda la ciudad de San Juan Bautista de la Ribera de Londres de Poman, en los faldeos occidentales del cerro Ambato. Ese día, el Fundador llegó con una numerosa comisión trayendo consigo dos banderas de guerra. Encabezando la misma venía con su compañía de soldados el capitán Baltazar de Ávila Barrionuevo y el capitán Francisco Nieva y Castilla, con su compañía de soldados a caballos. También llegaba, trayendo el Cristo, el Licenciado Gaspar Medina, y el Padre Gerónimo Pereyra lo hacía con la imagen de nuestra Señora de la Concepción. En perfecta formación marcharon cantando alabanzas hasta la iglesia, desde donde posteriormente se dirigieron a la plaza. Ante una formación de guerra se plantó el Árbol de Justicia, por orden del Gobernador de Tucumán, e invocando en nombre del Rey se fundó por tercera vez la ciudad (quinto asiento), tomando como abogados y patrones a los santos San Juan Bautista y San Blas. Luego de elegirse sus autoridades, se bautizó con el nombre de San Juan Bautista de la Ribera de Londres de Pomán.

## Parroquias de la Iglesia católica en Villa de Pomán
| Diócesis  | Catamarca                       |
| --------- | ------------------------------- |
| Parroquia | Nuestra Señora de la Candelaria |